# 下水乡
下水乡，是中华人民共和国西藏自治区山南市琼结县下辖的一个乡镇级行政单位。

## 行政区划
下水乡下辖以下地区：
下水村、措杰村、唐布齐村和久村。